# Amédée de Béhague
Amédée, comte de Béhague, est un agronome français, né à Strasbourg en octobre 1803 (21 vendémiaire an XII) et mort au château de Dampierre-en-Burly (Loiret) le 1er février 1884.

## Biographie
Fils d'Eustache de Béhague (1757-1821), maire de Drancy et cousin du général de Béhague, et de sa seconde femme, Henriette von Weitersheim (remariée au général-vicomte Jean-François Nicolas Joseph Maucomble), réputé naturel « attendu le défaut d'existence d'un acte d'état-civil constatant la célébration du mariage entre Monsieur Béhague et Madame de Weittersheim », reconnu par acte du 21 vendémiaire an XII à Strasbourg. De ce fait, il ne put hériter que de la moitié de l'héritage paternel.
Le 7 mai 1825, il épouse à Paris Victoire-Félicie Bailliot, fille de Claude Bailliot et nièce du général-comte Jean-Marie Defrance. Le couple a deux enfants : 
- Octave (1827-1879) ;
- Valentine (1829-1902), par son mariage Mme de Jouffroy-Gonsans, puis marquise Paul de Sauvan d'Aramon.

Les époux sont séparés de biens en 1858.
Conseiller général du Loiret, vice-président de la chambre consultative de Gien, il fut créé comte héréditaire en 1856 ou 1859 par la duchesse régente de Parme, et par une rare exception obtint la confirmation de ce titre par décret de Napoléon III.
Agronome réputé, il fut le premier à rendre salubre et cultivable la Sologne, achetant dès 1826 2 000 hectares qu'il mit en valeur en plantant des résineux et des bouleaux, créant notamment une forêt de 440 hectares nommée le Bois-Béhague.
Membre du conseil supérieur d'agriculture en 1839 et du Cercle des chemins de fer, il fut président de la Société d'agriculture de 1876 à 1880. Mécène de la Société d'agronomie, il finança la construction de l'hôtel particulier dans lequel elle a son siège.
Éleveur, il introduisit les moutons Dishley-Mérinos et Dishley-Solognot, et expérimenta l'emploi du sel dans l'alimentation du bétail et l'engraissement précoce des bêtes à cornes.
Il est fait officier de la Légion d'honneur le 12 janvier 1847.

## Publications
- Note sur quelques travaux agricoles exécutés sur la terre de Dampierre (Loiret), de 1826 à 1841 (1841)
- Bêtes bovines. Troupeau mérinos, Dishley-mérinos et Dishley-Solognot (1843)
- Des semis de froment sur engrais différents, tant en ligne qu'à la volée (1843)
- Expériences sur l'emploi du sel dans l'alimentation du bétail (1850)
- Société Impériale et centrale d'agriculture: des Producteurs (1850)
- Expériences sur l'influence que le sel, ajouté à la ration des vaches, peut exercer sur la consommation du fourrage et sur la production du lait (1850)
- Note sur l'engraissement précoce des bêtes à cornes (1852)
- L'Agriculture et les octrois (1869)
- Considérations sur la vie rurale: un grand'père à ses petits-enfants (1873)
- Considérations sur la vie rurale (1876)
- Catéchisme agricole à l'usage des retours à la terre

## Distinctions
- Officier de la Légion d'honneur (1847)